# کری کومس
کری کومس (انگلیسی: Carey Coombs؛ ‏ ۵ سپتامبر ۱۸۷۹ – ۹ دسامبر ۱۹۳۲) پزشک قلب و عروق اهل انگلستان بود. دلیل شهرت او توصیف سوفل کری کومس و پژوهش‌های مهمش در زمینهٔ تب روماتیسمی است.
وی فارغ‌التحصیل رشتهٔ پزشکی در سال ۱۹۰۳ در دانشکده پزشکی بیمارستان سنت مری بود و بعدها رئیس مرکز پژوهش‌های قلب در دانشگاه بریستول شد. وی در دوران جنگ جهانی اول با درجهٔ سرگردی در سپاه پزشکی ارتش سلطنتی در مصر، بین‌النهرین و فرانسه خدمت کرد. او در سال ۱۹۱۰ یکی از نخستین تشخیص‌های انسداد عروق کرونری قلب را گزارش کرد و تا زمان مرگش، ۱۴۴ مورد از این بیماری را ثبت کرد.
وی در ۹ دسامبر ۱۹۳۲ بر اثر سندرم استوکس–آدامز و احتمالاً یک آمبولی ریه گسترده درگذشت.